# Lateco
Lateco é um romance infanto-juvenil de Miguel M. Abrahão publicado em 1983 no Brasil
.

## Sinopse
Lateco é um romance infanto/juvenil cuja história se passa em um Quasar distante, dominado pela cruel e misteriosa Astrox.
A trama têm início quando Pai, Mãe e a menina Ilia sofrem um acidente nas minas em que trabalham e são testemunhas únicas do milagre que ocorre: um dos nano-robôs, criaturinha cibernética e sem vida, sofre uma mutação radical após uma nuvem de poeira cósmica abater aquela área sombria.
Seu comportamento padrão adquire conotações muito humanas questionando, filosofando, pensando e sofrendo ao ver a miséria alheia. Logo Pai e Mãe desconfiam que ele era o robô salvador, a que uma antiga profecia se referia. Lateco, o nome da criaturinha especial, poderia ser capaz de vencer o mal impetrado por Astrox. Mas, para isso, ele precisaria obter um coração.
Imediatamente, a família o adota, protegendo-o da misteriosa governante envolta em andrajos que, por cerca de cem anos, temera esse momento.
Levado para a Astrox Company, em uma sala secreta, o pequeno nano, sem saber explicar o porquê, fica fascinado pelo ser cibernético que hibernava em um esquife de vidro. Descobrindo seu nome – Róbia – e, mais tarde, com a ajuda de Ilia, conhecendo parte do pergaminho perdido de Avô, Lateco tem a certeza de que o destino dele e da pequena nano adormecida estavam entrelaçados. O nano deverá partir para o País dos Corações Palpitantes e enfrentar três perigosas e ameaçadoras provas a fim de obter como prêmio o coração e poder,assim, despertar Róbia. Todavia, novos segredos e dificuldades irão se interpor entre ele e seu destino.
Em Lateco, o autor valoriza a percepção de que, na maioria das vezes, ao buscarmos coisas simples,encontramos a verdadeira paz de espírito e felicidade. A história da insignificante latinha de um Quasar nos confins do universo, uma vida em busca de um coração, resume-se no simples fato de que qualquer coisa deve ser amada ANTES de ser amável.